# QH-50 DASH
QH-50 DASH
QH-50C DASH
- 用途：無人対潜機
- 分類：UAV
- 製造者：ジャイロダイン社
- 運用者：
  -  アメリカ合衆国（アメリカ海軍）
  -  日本（海上自衛隊）
- 初飛行：1959年
- 生産数：762機
- 運用開始：1962年
- 退役：1969年（アメリカ海軍）、1979年（海上自衛隊）
- 運用状況：退役

DSN-1 / QH-50 DASH（英語: Drone Anti-Submarine Helicopter）は、アメリカ海軍がかつて運用していた無人対潜ヘリコプターである。

## 概要
DSN-1 / QH-50 DASHはジャイロダイン社製の無線操縦式小型無人ヘリコプターで、本機を搭載することによって、有人のヘリコプターを搭載するには小さすぎる水上艦であっても、遠距離の敵潜水艦を攻撃できるようになった。
しかし、対応できる任務に限りがある上に事故が多く、アメリカ軍では1969年に運用を中止した。海上自衛隊でも運用されており、現場の評価は高かったが、アメリカ軍での運用中止によって修理部品などの供給が滞るようになり、1977年に退役した。

## 来歴

### SQS-4とRAT
アメリカ海軍は、初のスキャニング・ソナーとしてQHBを開発し、1948年から艦隊配備に入るとともに、これを発展させたAN/SQS-4を開発していた。1950年の時点で、AN/SQS-4はQHBの倍に達する優れた探知性能を備える見込みとなっていた。当時、新世代の対潜兵器として324mm対潜ロケット砲（ウェポン・アルファ）の開発が進められていたが、AN/SQS-4の探知距離をもってすれば、これより遥かに長射程の兵器であっても運用可能と見積もられた。このように長距離で探知・攻撃できれば、UボートXXI型のような水中高速潜水艦や長射程兵器を備えた潜水艦に対しても、必ずしも追いつかずとも交戦可能と期待された。
この要請に対し、まず1953年の提案に基づき、射程1,500–5,000ヤード (1,400–4,600 m)で短魚雷を弾頭とした対潜ミサイルとしてRAT（Rocket-Assisted Torpedo）が開発され、1955年には核爆雷にも対応したASROCの開発も着手された。しかし艦隊では、RATですら、運用設備まで含めると既存のギアリング級駆逐艦に追加搭載するには大掛かりすぎるとの声が強く、より軽量なシステムが求められていた。
1956年、大西洋艦隊の駆逐艦部隊（DesLant）は、代替案として小型の無人航空機（Drone Assisted Torpedo, DAT）の採用を上申した。これを受けて、1957年8月、海軍作戦部長（CNO）はDASHの開発を許可した。

### ヘリコプター艦載化の試み
1957年2月、駆逐艦「ミッチャー」の船尾甲板で有人のHUL-1（ベル47）の発着演習が行われたのに続き、6隻の駆逐艦で同様の実験が行われ、小型航空機の艦載化についてのデータが蓄積された。1959年6月には、フレッチャー級駆逐艦「ヘイゼルウッド」の3・4番砲塔を撤去して、21.0×7.2メートルのヘリコプター甲板と、10.4×7.3×3.7メートル大の格納庫が設置された。
1955年末より、カマン社はHTK-1（のちのTH-43）を無人化する研究に着手しており、1957年5月の「ミッチャー」での発着実験を経て、1959年1月12日から2月6日にかけて、フォレスト・シャーマン級駆逐艦「マンリー」において運用試験が行われ、49回の模擬攻撃が行われた。しかしHTK-1はあくまで練習機に過ぎず、ペイロードは極めて限られていた。
ジャイロダイン社は1950年代半ばより、アメリカ海兵隊による小型偵察ヘリコプターの要求を受けて、「ローターサイクル」と称する超小型の有人ヘリコプターとしてYRONを開発していた。海軍はこれに着目し、1958年4月、その無人機仕様を発注し、5月12日には要求仕様が提示された。これによって開発されたのがDSN-1（のちのQH-50A）であり、1960年7月1日には「ミッチャー」で着艦、そして12月7日には「ヘイゼルウッド」で発艦を成功させた。

## 構成

### 航空機
YRONは、小さな面積で離着陸が可能なように同軸反転ローターを採用しており、極めて小型のヘリコプターであった。同軸反転ローターは運動性を制限するが、この特性は、無人機としてはむしろ望ましいものであった。初期のモデルであるDSN-1（後のQH-50A）はYRONを無人化し、1基のポルシェ社製4気筒YO-95-6ピストン・エンジン（72hp）を搭載したもので、Mk.43短魚雷1発を搭載できた。またこれを双発化したDSN-2（後のQH-50B）も試作された。
しかしこれらはあくまで漸進策であり、海軍の本命は、ターボシャフトエンジン搭載のDSN-3（後のQH-50C）であった。これはボーイング社製T50-4（255hp）を単発に配し、ペイロードもMk.44または46短魚雷2発、ないし核爆雷1発に増えた。DSN-3は1962年1月に初飛行し、11月15日より引き渡しが開始された。1966年1月に生産が終了するまでに、378機が生産された。その後、エンジンを365hpのT50-12に強化すると共に、ファイバーグラス製のローターブレードを採用、燃料容量も増加させた改良型としてQH-50Dが開発され、1965年4月に初飛行した。1966年1月より生産が開始され、最終的に395機が生産された。QH-50C/Dは、母艦から28海里（51.9キロメートル）まで進出することができるが、進出距離が13.7キロメートルを超えると、レーダーによる管制精度が低下するという課題があった。
1968年4月にボーイングがT50シリーズのエンジンの生産を終了したことから、かわりにアリソンT63シリーズのエンジンを搭載したYQH-50Eが開発された。

#### 各バージョン
DSN-1
1つめの前生産型。9機が製作された。ポルシェ社製4気筒YO-95-6ピストン・エンジン（72hp）の単発。
1962年の三軍統一命名法施行に伴いQH-50Aと改称。
DSN-2
2つめの前生産型。3機が製作された。ポルシェ社製4気筒YO-95-6ピストン・エンジン（72hp）の双発。
1962年の三軍統一命名法施行に伴いQH-50Bと改称。
DSN-3
1つめの量産型。378機が製作された。ボーイング社製T50-8ターボシャフト・エンジン（255hp）の単発。
1962年の三軍統一命名法施行に伴いQH-50Cと改称。
QH-50D
2つめの量産型。377機が製作された。
エンジンがボーイング社製T50-12ターボシャフト・エンジン（365hp）に強化され、ファイバーグラス製のローターブレードを採用、燃料容量も増加している。

### 艦上装置
DASHシステムは、無人航空機（UAV）のほか、敵潜水艦の捜索・追尾にあたるAN/SQS-29/30/31/32ソナーと、航空機の捕捉・追尾にあたるAN/SPS-10レーダーおよびMk.25レーダー、そして無線や信号処理装置、情報表示装置といった艦上装置によって構成されていた。
AN/SRW-4B艦上誘導装置（Target Control System）には2基の操縦装置が含まれており、1基はヘリコプター甲板、1基はCICに配置されていた。飛行甲板の操縦装置は離着陸を、CICの操縦装置は目標までの飛行と攻撃を担当した。CICの操縦装置は半自動操縦とレーダーを援用していたが、機体を見ることができず、高度も把握できなかったので、しばしば機体は失われた。のちに偵察用としてカメラを搭載した際には、運用面でも良好な結果が得られたとされている。
また荒天での着艦支援のため、LAD/SLAD着艦拘束装置が開発されたものの、成績不良のため装備化されなかった。

## 運用

### アメリカ軍

#### 海軍

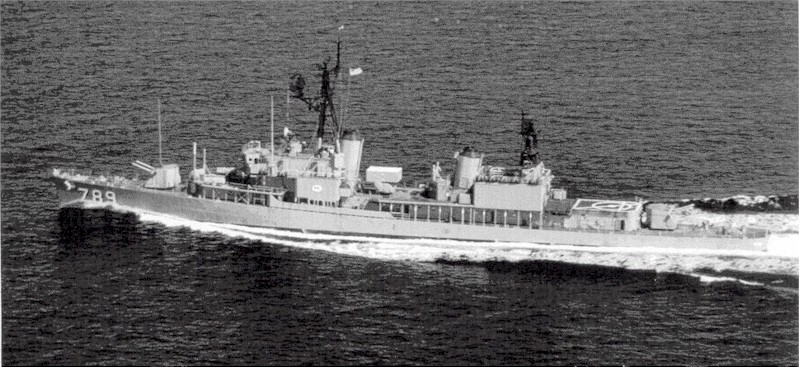
FRAM改修を受けたギアリング級駆逐艦（エヴァソール）後部砲塔と後部煙突の間にDASH用の飛行甲板と格納庫が設置されている

DASHは、1950年代に行われたFRAM改修（艦隊近代化計画）の最重点として配備されたほか、ディーレイ級やブロンシュタイン級、ガーシア級・ブルック級、ノックス級などの護衛駆逐艦の多くにも搭載された。
本機は、理論上では対潜戦の課題の多くを解決できるはずであったが、実際には、当時のソナーではアスロックの射程で足りる程度の探知距離しか発揮できないことが多く、本機による長距離攻撃の恩恵を受ける機会は少なかった。また常に信頼性の問題を抱えており、艦隊では不評であった。1963年には事故が相次ぎ、5ヶ月の飛行停止処分となった。また1968年には、飛行時間80時間ごとに1機の機体が失われた計算であった。
1967年1月の上院予算小委員会ではマクナマラ国防長官が「平時訓練での消耗が予想以上に激しく、費用のわりに効率が良くない」と発言し、1968年度予算で海軍がDASHの運用継続のために計上した3億ドルの予算は国防総省によって却下され、運用は徐々に縮小されていった。この時点では約100隻がDASHの運用能力を備えていたが、2年後の時点では約50隻と半減しており、その多くはDASH以外の長距離対潜兵器をもたないFRAM-II改修艦であった。
最終的に746機が生産され、半分以上が喪失した。会計検査院（GAO）の調査によると、DASHが計上した膨大な損失のうち、80パーセントは電子機器の故障によるもので、10パーセントが操縦ミス、5パーセントが機体やエンジンのトラブル、5パーセントがベトナムでの戦闘損失であった。ただしこの喪失原因については、メーカー側が疑義を申し立てている。
DASHの運用中止前後より、アメリカ海軍は、有人ヘリコプターによるLAMPS（Light Airborne Multi-Purpose System、軽空中多目的システム）の開発を開始した。これはDASH用設備でも運用可能な小型ヘリコプターを使用しており、DASHの場合は艦から指示された座標で魚雷を投下することしかできなかったのに対し、LAMPSではレーダーや磁気探知機（MAD）、ソノブイといった対潜捜索センサーを備え、母艦のソナーの探知精度が低下する遠距離域でも正確に攻撃を行うことができた。また対艦ミサイル防御（ASMD）や、母艦の対艦ミサイルの測的など、LAMPSの名の通りに多目的に運用する計画であった。1970年10月には母体としてカマンUH-2が選定され、1971年3月16日にはSH-2Dが初飛行、12月7日より配備された。
なおDASHは、艦上での対潜戦のほか、一部機体はビデオ・カメラの搭載などの改修を受けて、ベトナム戦争において測的任務や偵察任務を遂行していたほか、武装化の試みもなされていた。また、42年を過ぎても、少数の機体が標的の曳航などのため、ホワイトサンズ・ミサイル実験場で運用を継続している。

#### 陸軍
アメリカ陸軍も、地上における偵察用としてQH-50DMを1959年から1975年4月まで運用しており、主にベトナム戦争に投入された。

### 海上自衛隊
海上自衛隊は、まず1965年にMAP調達でQH-50C 3機、アメリカ海軍からの直接調達でQH-50D 1機を取得して運用性を確認したのち、1967年から71年にかけてQH-50D 18機を購入して、たかつき型およびみねぐも型護衛艦に搭載した。
メーカーでの生産中止後も発注が続けられたことについて国会では「貴重な防衛費の浪費」などと批判されたが、海上自衛隊の運用成績はアメリカ海軍より良好であり、機体によっては1,500時間以上の運用実績を樹立した。とはいえ、海上自衛隊においてもやはり運用機数の半数強を事故および故障で損耗しており、アメリカ海軍の運用終了に伴い1979年に運用を終了した。現在はD-19号機が海上自衛隊呉史料館に展示されている。
海上自衛隊はみねぐも型のDASH運用設備はアスロック対潜ミサイルに換装、たかつき型護衛艦では後にシースパロー個艦防空ミサイルなどに換装され、汎用護衛艦での航空機の運用ははつゆき型までなされなかった。

## スペック
機体の仕様
- エンジン:ボーイング社製T50-8 (QH-50C), T50-12 (QH-50D)
- 全長 (ローター除く):3.94m (QH-50C), 2.33m (QH-50D)
- 全幅 (ローター除く):1.60m (QH-50C/D)
- ローター径:6.10m (QH-50C/D)
- 全高:2.96m (QH-50C/D)
- 全備重量:1,030kg (QH-50C), 1,060kg (QH-50D)

機体の性能
- 最大速度:148km/h (QH-50C/D)
- 戦闘行動半径:52km (QH-50C), 74km (QH-50D)
- 上昇速度:145m/min
- 実用上昇限度:4,940m (QH-50C), 4790m (QH-50D)